# Milos (gmina)
Milos (gr. Δήμος Μήλου, Dimos Milu) – gmina w Grecji, w administracji zdecentralizowanej Wyspy Egejskie, w regionie Wyspy Egejskie Południowe, w jednostce regionalnej Milos. W jej skład wchodzi między innymi wyspa Milos. Siedzibą gminy jest Milos. W 2011 roku liczyła 4977 mieszkańców.